# Lovetsj (gemeente)
Lovetsj (Bulgaars: Община Ловеч) is een gemeente uit de gelijknamige oblast. De gemeente Lovetsj heeft een oppervlakte van 946,28 km2 en telde in 2020 41.527 inwoners. De grootste plaats in de gemeente is de stad Lovetsj met c. 30.000 inwoners. Twee andere plaatsen hebben meer dan duizend inwoners: Aleksandrovo en Dojrentsi.

## Geografie
De gemeente Lovetsj is gelegen in het oostelijke en noordoostelijke deel van de oblast Lovetsj. Met een oppervlakte van 946,284 km2 is het de grootste gemeente van de oblast en maakt 22,92% van het grondgebied uit. Het is ook de twaalfde grootste gemeente in Bulgarije. De grenzen zijn als volgt:
- in het noordoosten - gemeente Letnitsa;
- in het oosten - gemeente Sevlievo, oblast Gabrovo;
- in het zuiden - gemeente Trojan;
- in het westen - gemeente Oegartsjin;
- in het noorden - gemeente Pleven en gemeente Pordim, oblast Pleven.

## Bevolking

### Religie
De laatste volkstelling werd uitgevoerd in februari 2011 en was optioneel. Van de 49.738 inwoners reageerden er 40.463 op de volkstelling. Van deze 40.463 ondervraagden waren er 31.396 lid van de Bulgaars-Orthodoxe Kerk, oftewel 77,6% van de bevolking. Verder werden er 1.574 moslims geteld, oftewel 3,9% van de bevolking. De rest van de bevolking had een andere geloofsovertuiging of was niet religieus. 
| Religieuze samenstelling in februari 2011 | Religieuze samenstelling in februari 2011 | Religieuze samenstelling in februari 2011 | Religieuze samenstelling in februari 2011 | Religieuze samenstelling in februari 2011 |
| ----------------------------------------- | ----------------------------------------- | ----------------------------------------- | ----------------------------------------- | ----------------------------------------- |
|                                           |                                           |                                           |                                           |                                           |
| Bulgaars-Orthodoxe Kerk                   | Bulgaars-Orthodoxe Kerk                   |                                           | 77,59%                                    | 77,59%                                    |
| Katholieke Kerk                           | Katholieke Kerk                           |                                           | 0,76%                                     | 0,76%                                     |
| Protestantisme                            | Protestantisme                            |                                           | 0,80%                                     | 0,80%                                     |
| Islam                                     | Islam                                     |                                           | 3,89%                                     | 3,89%                                     |
| Geen                                      | Geen                                      |                                           | 6,96%                                     | 6,96%                                     |
| Anders/ Onbekend                          | Anders/ Onbekend                          |                                           | 10,00%                                    | 10,00%                                    |

## Nederzettingen
- Ablanitsa
- Aleksandrovo
- Bachovitsa
- Balgarene
- Brestovo
- Devetaki
- Dojrentsi
- Drenov
- Djbrava

- Goran
- Gorno Pavlikene
- Gostinja
- Izvortsje
- Kazatsjevo
- Kakrina
- Lesjnitsa
- Lisets
- Lovetsj

- Vladinja
- Joglav
- Malinovo
- Prelom
- Presjaka
- Radjoevene
- Skobelevo
- Slavjani
- Slatina

- Slivek
- Smotsjan
- Sokolovo
- Stefanovo
- Tepava
- Oemarevtsi
- Chlevene
- Tsjavdartsi

Apriltsi - Letnitsa - Lovetsj - Loekovit - Oegartsjin - Teteven - Trojan - Jablanitsa